# Danbo
El danbo és un formatge danès fet amb llet de vaca, de pasta ferma i elàstica, i presentat generalment amb forma rectangular. Aquesta mena de formatge s'envelleix entre 12 i 52 setmanes en blocs rectangulars de 6 o 9 quilograms i és molt present a les taules daneses a l'hora d'esmorzar.